# Adula-Gruppe
Die Adula-Gruppe ist nach der Landeskarte der Schweiz die Kette von der Puntone dei Fraciòn (3202 m) bis zum Plattenberg (3041 m) in den Adula-Alpen. Geologisch ist diese Gebirgsgruppe namensgebend für die Aduladecke.
Nach SOIUSA ist die Adula-Gruppe die Supergruppe 10.III B und besteht aus den folgenden Berggruppen:
- Gruppe Rheinwaldhorn (B.3)
- Gruppe Güferhorn – Fanellhorn (B.4)
- Gruppe Zapporthorn – Groven (B.5)
- Gruppe Fraciòn – Torrone Alto (B.6)

Die Gruppe liegt an der Grenze der Schweizer Kantone Tessin und Graubünden.
Die wichtigsten Berge sind Rheinwaldhorn, Güferhorn und Fanellhorn.